# Морозовка (Малинский район)
Моро́зовка (укр. Морозівка) — село на Украине, находится в Малинском районе Житомирской области.
Код КОАТУУ — 1823485501. Население по переписи 2001 года составляет 231 человек. Почтовый индекс — 11614. Телефонный код — 4133. Занимает площадь 1,418 км².

## Адрес местного совета
11614, Житомирская область, Малинский р-н, с. Морозовка